# Manau
Manau – zespół hip-hopowy, łączący celtyckie (bretońskie) melodie z elementami hip-hopu. Początkowo w jego skład wchodzili Martial Tricoche, Cédric Soubiron i R.V. (Hervé) Lardic, którego później zastąpił Grégor Gandon. Chociaż grupa ma swoją siedzibę w Paryżu, to wszyscy jej członkowie powrócili na północny zachód Francji do swojej rodzinnej Bretanii. Nazwa zespołu pochodzi od gaelickiej nazwy Wyspy Man.

## Skład
- Martial Tricoche – teksty, wokal, lider
- Cédric Soubiron – muzyka, wokal, gramofony, oprogramowanie
- RV Lardic – muzyka, wokal, gitara, gitara basowa, akordeon, pianino, keyboard
- Grégor Gandon – muzyka, oprogramowanie, skrzypce
- Loïc Taillebrest – dudy, bombarde
- Laurent Vernerey – kontrabas, gitara basowa
- Manu Vergeade – gitara
- Anne Mispelter – harfa
- Eric Mula – trąbka
- Anne-Gaëlle Bisquay – wiolonczela
- Elsa Kalfoglou i jej trupa w chórkach:
  - Pierre Aulas
  - John Maro Doucouré
  - Corbett
  - Iakovos Pappas
  - Bertrand Ricq
  - Paul Eric Toussaint

## Dyskografia
- La Tribu de Dana (1998, singel)
- Panique Celtique (1998)
- Fest Noz de Paname (2000)
- On Peut Tous Rêver (2005)
- Panique Celtique II (2011)